# منير الزعبي (عسكري)
منير عايد سالم الزعبي (24 نوفمبر 1957 – ) قائد عسكري فلسطيني برتبة لواء، شغل منصب قائد الحرس الرئاسي الفلسطيني منذ 23 مارس 2006 وحتى 23 نوفمبر 2024، وهو عضو سابق في المجلس الثوري لحركة فتح.

## سيرته
وُلِدَ منير عايد سالم الزعبي عام 1957، وهو حاصل على شهادة جامعية من إحدى الجامعات السورية.التحق عام 1974 بقوات الأمن في منظمة التحرير الفلسطينية وفي الجناح العسكري لحركة فتح، وفي عام 1977 انضم لقوات أجنادين العسكرية. رافق منذ عام 1979 الزعيم الفلسطيني ياسر عرفات في مختلف الدول ضمن وحدة الحماية الشخصية الخاصة وتدرج معه في المناصب حتى أصبح نائبًا لقائد الحرس الرئاسي الفلسطيني بعد إنشاء وتأسيس السلطة الوطنية الفلسطينية.
في 23 مارس 2006 كلفه الرئيس الفلسطيني محمود عباس بمنصب قائد الحرس الرئاسي الفلسطيني. وأصبح منذ أكتوبر 2009 عضوًا في المجلس الثوري لحركة فتح بعد أن اختارته اللجنة المركزية لحركة فتح لهذه العضوية وذلك خلال انعقاد دورة المجلس الثوري في الفترة ما بين 16 أكتوبر 2009 إلى 19 أكتوبر 2009.
في أغسطس 2022 اختير عضوًا في مجلس أمناء جامعة الاستقلال العسكرية الفلسطينية.
واعتبارًا مُنذ 24 نوفمبر 2024 كلفه الرئيس محمود عباس بمنصب مستشاره للشؤون العسكرية.

## أوسمة
في 25 أغسطس 2013 قلده الرئيس الفلسطيني محمود عباس في مقر الرئاسة الفلسطينية بتشكيلًا من الأنواط والميداليات العسكرية فلسطينية.
وفي 14 مايو 2014 منحه الرئيس الفرنسي فرانسوا أولاند وسام جوقة الشرف الفرنسي من رتبة فارس تقديرًا "لدوره العسكري والوطني"، وقد جرت مراسم منحه الوسام وذلك في مدينة رام الله بحضور رئيس الوزراء الفلسطيني رامي الحمد الله والقنصل الفرنسي لدى فلسطين هيرف مارغو وأعضاء القيادة الفلسطينية وقادة الأجهزة الأمنية الفلسطينية وسفراء دول ورجال دين.